# یوئل آرموگوم
یوئل آرموگوم (انگلیسی: Yoël Armougom؛ زادهٔ ۵ ژوئن ۱۹۹۸) بازیکن فوتبال اهل فرانسه است.
از باشگاه‌هایی که در آن بازی کرده‌است می‌توان به باشگاه فوتبال کان اشاره کرد.